# Guilherme I da Alemanha
Guilherme I (Berlim, 22 de março de 1797 – Berlim, 9 de março de 1888) foi o Rei da Prússia de 1861 até sua morte e também o primeiro Imperador do unificado Império Alemão a partir de 1871. Sob sua liderança como chefe de estado e de seu chefe de governo Otto von Bismarck, a Prússia encabeçou a Unificação Alemã e por consequência o estabelecimento do Império Alemão (a Alemanha moderna como conhecemos hoje, porém com território maior). Apesar do apoio que dava ao chanceler do império, o soberano tinha muitas reservas sobre algumas das políticas mais reacionárias do político, incluindo seu anticatolicismo e severidade com subordinados. Ao contrário de Bismarck, o imperador foi descrito como cavalheiresco, educado e refinado, e apesar de manter um firme conservadorismo, tinha uma cabeça mais aberta a certas ideias clássicas liberais que seu neto Guilherme II, porém muito menos que seu filho e sucessor, Frederico III.

## Primeiros anos
Guilherme nasceu em Berlim, capital do Reino da Prússia, no dia 22 de março de 1797, em plena revolução francesa, sendo o segundo filho do rei Frederico Guilherme III e da rainha Luísa de Mecklemburgo-Strelitz. Entre os anos de 1801 e 1809 foi educado por Friedrich Delbrück, também responsável pela educação de seu irmão, o príncipe-herdeiro Frederico Guilherme. Aos 10 anos, o rei o nomeou um oficial do exército prussiano.
A partir de 1814, lutou no exército contra o imperador Napoleão I, dos franceses na Guerra da Sexta Coalizão. Atingindo o posto de capitão, o príncipe Guilherme ganhou uma condecoração, a Cruz de Ferro. A guerra e a luta contra a França deixou uma forte impressão sobre tudo aquilo que acontecera na mente dele, em particular por diversos fatores, causando uma antipatia de longa data contra os franceses. Em 1815, sendo major, lutou sob o comando de Gebhard von Blücher nas batalhas de Ligny e Waterloo.
Após vário cargos ganhos no exército, o príncipe se casou com Augusta de Saxe-Weimar em 1829, após ser obrigado por seu pai a abandonar o relacionamento com a sua prima Elisa Radziwill, por ser considerado inapropriado pelo soberano prussiano. Augusta era filha do grão-duque Carlos Frederico de Saxe-Weimar-Eisenach. O casamento deles foi aparentemente estável, mas não muito feliz.
Em 7 de junho de 1840, o pai de Guilherme morre, e seu irmão torna-se o novo rei da Prússia. Frederico Guilherme não tinha filhos, tornando Guilherme o herdeiro ao trono, sendo chamado de Príncipe da Prússia. Guilherme defendia o absolutismo monárquico (desde que o soberano fosse uma espécie de Rei David), tendo um papel relevante na repressão dos movimentos liberais que assolaram a Alemanha nesta época (1848-1849). Em março de 1848, viu-se obrigado a refugiar-se no Reino Unido devido à Revolução de Berlim, e com o uso de canhão (impopular na época), lhe rendeu o apelido Kartätschenprinz (Príncipe da Metralhadora). Um ano depois, voltou e chefiou as tropas que, na Baviera, instauraram a ordem alterada pelos liberais. Também ajudou a acabar com uma revolta em Baden, onde comandou o exército prussiano. Em outubro de 1849, ele tornou-se governador-geral da Renânia e Vestefália, com um assento na Kurfürstliches Schloss em Koblenz.

## Reinado na Prússia

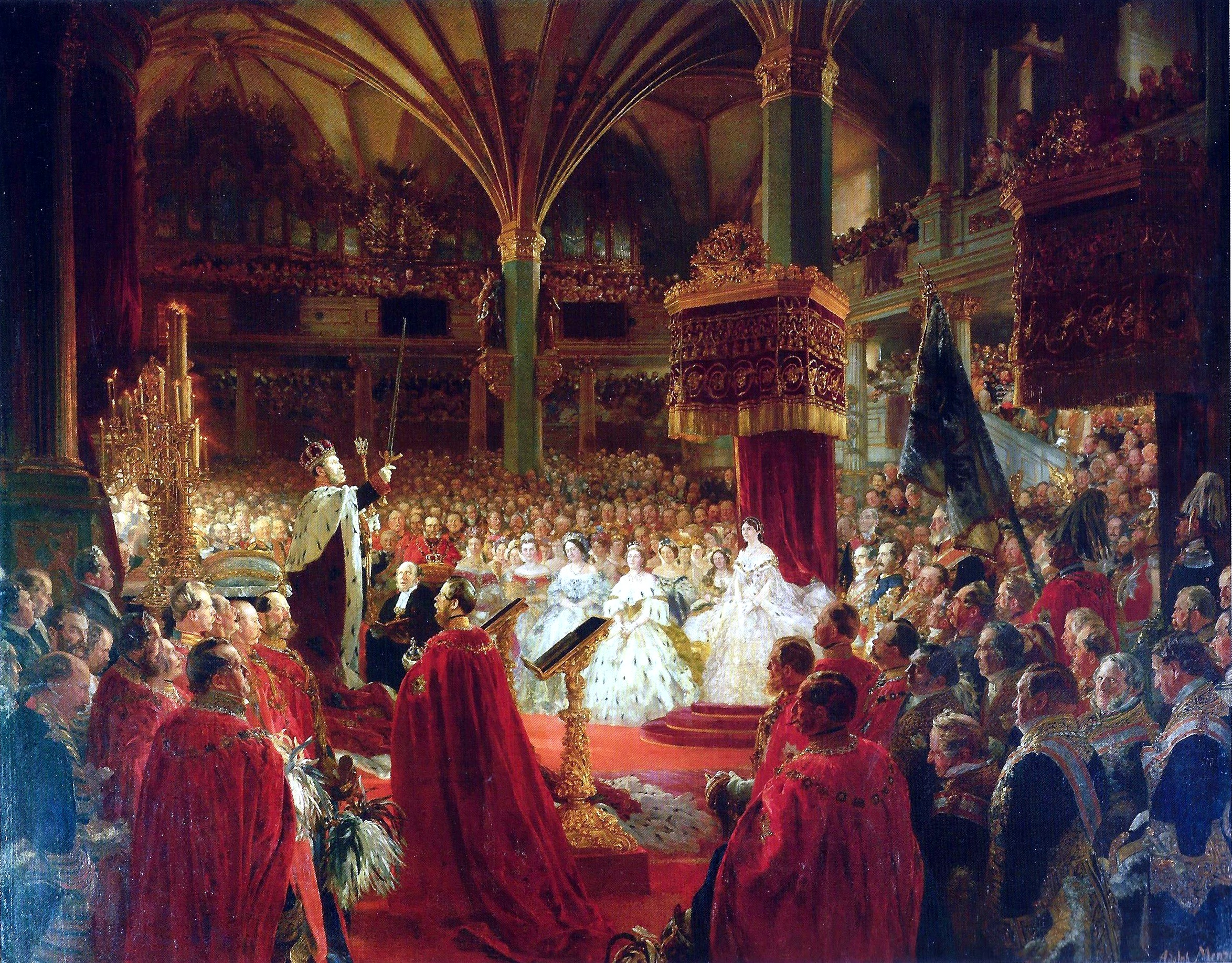
Coroação de Guilherme I como Rei da Prússia, no Königsberger Schloss.

Foi instalado regente da Prússia depois do seu irmão ter enlouquecido em 1858, e sucedeu-lhe como rei após a sua morte em 2 de janeiro de 1861. Seu primeiro objetivo como soberano do reino foi dotar a Prússia de poderio militar, para evitar a repetição dos desastres passados. No entanto, teve de enfrentar a oposição do parlamento, integrado por ricos proprietários, que viam a criação de um poderoso exército profissional como um óbice a suas pretensões de controlar a política do governo.
Guilherme herdou um conflito de seu irmão e o liberal Landtag. Ele era considerado uma pessoa politicamente neutra, uma vez que interveio menos na política do que seu irmão. Em 1862, o parlamento regional recusou um aumento no orçamento militar, que foi obrigado a pagar para a reforma já implementadas do exército. Isto envolveu elevar o exército em tempo de paz a partir de 150 mil a 200 mil homens e aumentar o número anual de novos recrutas de 40 mil para 63 mil. No entanto, a parte verdadeiramente controversa era o plano para manter o tempo de serviço militar (criado em 1856 a partir de dois anos), em três anos. Quando o seu pedido, apoiado por seu ministro da guerra Albrecht von Roon foi recusado, Guilherme considerou primeiro a abdicar, mas seu filho, o príncipe herdeiro, aconselhou fortemente contra isso. Então, a conselho de Roon, o rei nomeou Otto von Bismarck para o cargo de primeiro-ministro, a fim de forçar através das propostas. De acordo com a constituição da Prússia, o ministro presidente foi responsável exclusivamente para o rei, e não para o Landtag. Bismarck, um junker conservador prussiano e amigo leal do rei, gostava de ver a sua relação de trabalho com Guilherme como a de um vassalo ao seu feudal superior. No entanto, foi Bismarck que efetivamente dirigia a política, nacional, bem como estrangeiro.
Durante o seu reinado Guilherme era o comandante-em-chefe das forças prussianas na Segunda Guerra Schleswig contra a Dinamarca, em 1864, e a Guerra Austro-Prussiana em 1866. Após a Áustria ser derrotada pela Prússia, Guilherme queria marchar sobre Viena e anexar a Áustria, mas Bismarck e o príncipe herdeiro conversaram com ele sobre isso. Bismarck queria acabar com a guerra, de modo a permitir à Prússia se aliar com a Áustria caso precisasse em uma data posterior; Frederico também ficou horrorizado com as baixas e queria um rápido fim das hostilidades. Durante uma discussão acalorada Bismarck ameaçou renunciar se Guilherme insistisse em ir para Viena.

### Unificação da Alemanha e governo no Império Alemão

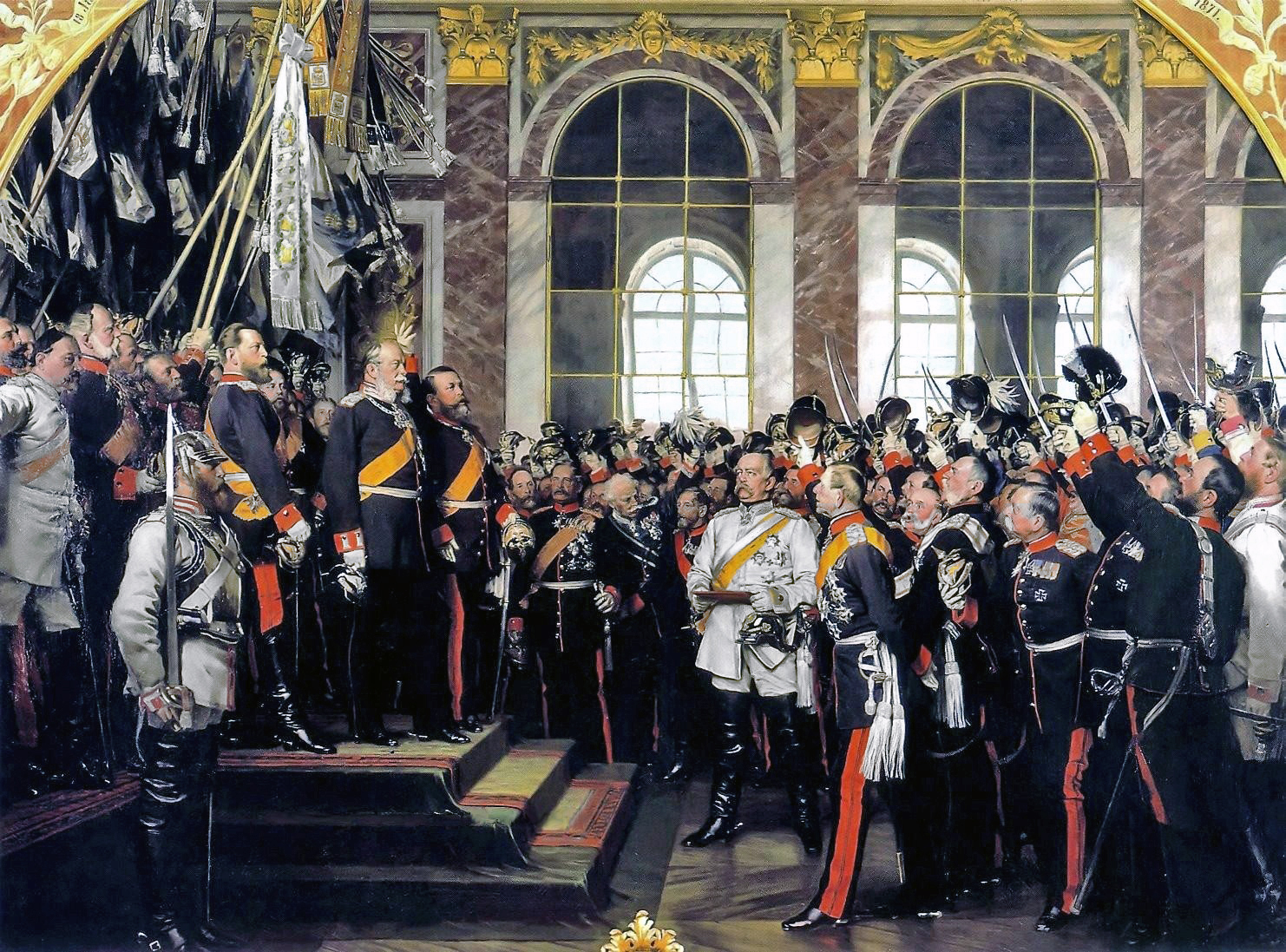
Proclamação de Guilherme como Imperador Alemão no Palácio de Versalhes, dentro da República Francesa por Anton von Werner.

Durante a Guerra franco-prussiana, em 18 de janeiro de 1871, na Galeria dos Espelhos no Palácio de Versalhes, Guilherme foi proclamado imperador alemão. O título foi cuidadosamente escolhido por Bismarck após a discussão até (e depois) o dia da proclamação. Guilherme aceitou este título de "má vontade", já que ele teria preferido Imperador da Alemanha, que, no entanto, era inaceitável para os antigos soberanos, agora nobres federados e também teria sinalizado uma reivindicação de terras fora do seu reino (Áustria, Suíça, Luxemburgo, etc.) O título de imperador dos alemães, como foi proposto em 1848 para seu irmão, foi descartado como ele se considerava escolhido "pela graça de Deus", e não pelas pessoas como em uma república.
Guilherme também viu sua realeza da Prússia como muito mais importante do que o título de imperador alemão. Ele queixou-se a seu filho, o príncipe Frederico, em ter que trocar "a radiante coroa da Prússia por esta coroa suja".
Por esta cerimônia, a Confederação da Alemanha do Norte foi transformada no Império Alemão (Kaiserreich, 1871–1918). Este império era uma federação, o imperador era chefe de estado e presidente (primus inter pares - primeiro entre iguais) portanto soberano dos antigos governantes independentes, agora federados (os reis da Baviera, Württemberg, Saxônia, os grão-duques de Baden, Mecklenburgo-Schwerin, Hesse, bem como outros principados, ducados e senados das cidades livres de Hamburgo, Lübeck e Bremen).
Guilherme I arbitrou uma disputa de fronteira entre Grã-Bretanha e os Estados Unidos, decidindo a favor dos EUA e colocando as Ilhas San Juan no território nacional estadunidense, terminando assim a Guerra do Porco entre forças britânicas e norte-americanas sobre as ilhas, em 21 de outubro de 1872. Parece que essa decisão do kaiser foi tomada com a pretensão de enfraquecer Sua Majestade Britânica, e de fato conseguiu, mas também acabou na verdade aumentando ainda que fracamente o poderio dos Estados Unidos.

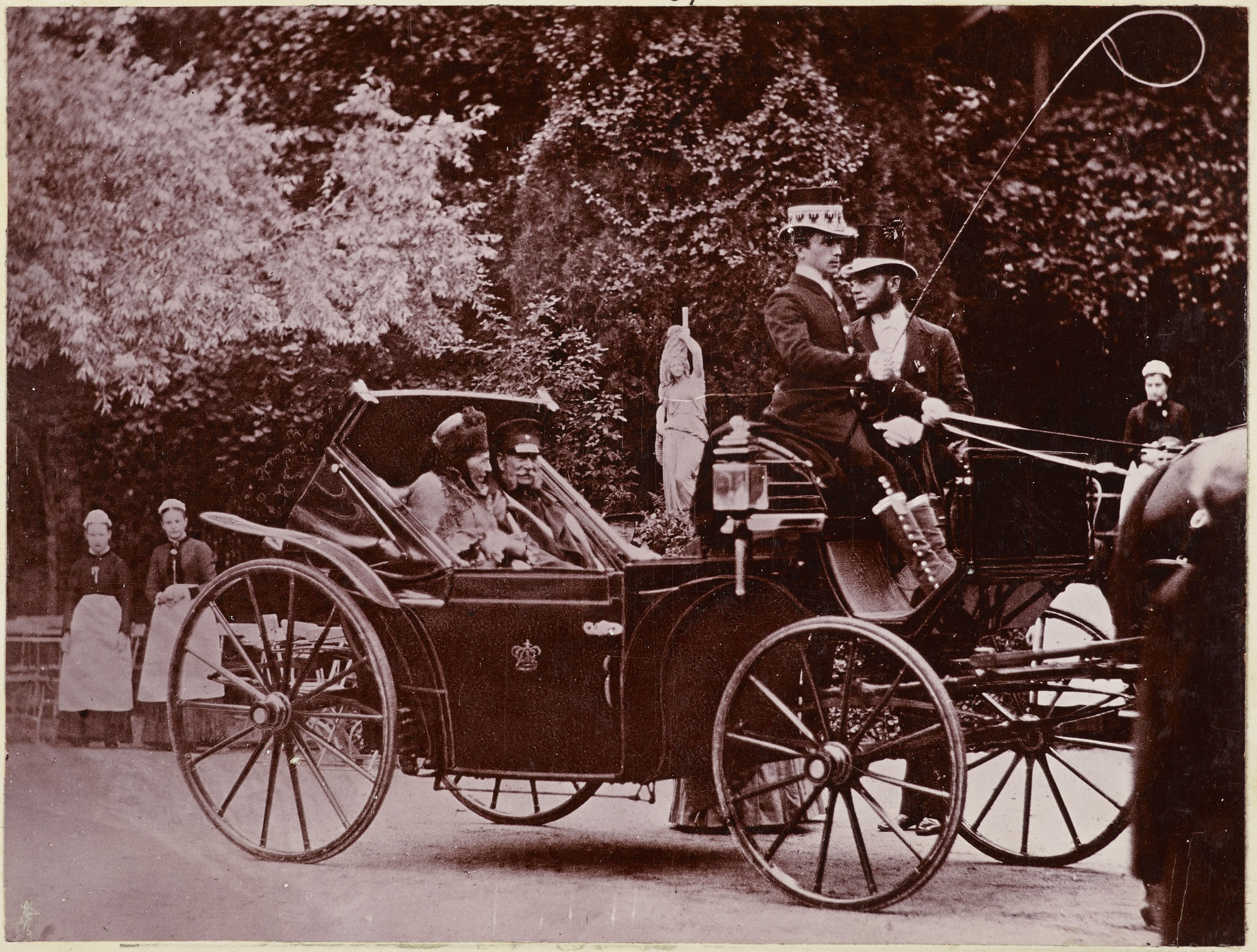
Guilherme e a imperatriz em uma volta de carro por Berlim.

Em suas memórias, Bismark descreve Guilherme como um antiquado, cortês, educado e cavalheiro infalivelmente um verdadeiro oficial prussiano, cujo bom senso era ocasionalmente prejudicado por "influências femininas". Esta foi uma referência à esposa de Guilherme, que tinha sido educada por, entre outros, Johann Wolfgang von Goethe e foi intelectualmente superior ao seu marido. Ela também era às vezes muito franca em sua oposição às políticas oficiais, porque ela era uma liberal no sentido clássico. O kaiser, no entanto, tinha sido muito opositor às ideias liberais. Apesar de possuir um poder considerável como kaiser, Guilherme deixou a tarefa de governar principalmente para seu chanceler sempre em seu nome, e limitou-se a representação, incorporando a dignidade do Estado Imperial, e aprovação das políticas do príncipe de Bismarck. Guilherme nunca deixou de ser de fato a maior autoridade do império.

## Tentativas de regicídio contra Guilherme

### Primeira tentativa
Em 14 de julho de 1861, o estudante Oskar Becker tentou em Baden-Baden assassinar Guilherme, mas apenas feriu-o ligeiramente no pescoço.

### Segunda tentativa
Em 11 de maio de 1878, um encanador chamado Emil Max Hodel falhou na tentativa de assassinato de Guilherme, em Berlim. Hodel usou um revólver para atirar no imperador, de 81 anos de idade, e sua filha, a princesa Luísa da Prússia, que desfilavam em sua carruagem na avenida Unter den Linden, famosa avenida alemã. Quando errou o primeiro tiro, Hodel disparou outro, que também se perdeu. Na confusão, um dos indivíduos que tentaram prendê-lo sofreu ferimentos internos graves e morreu dois dias depois. A condenação de Hodel foi devida ao testemunho de um fotógrafo que tirou uma foto antes da tentativa de assassinato. Pela traição contra o soberano, Hodel recebeu a pena de morte por decapitação, e foi decapitado em 16 de agosto de 1878.

### Terceira tentativa
Uma terceira tentativa de assassinar Guilherme foi feita em 2 de junho de 1878 pelo dr. Karl Nobiling. Como o kaiser passava em uma carruagem aberta, o assassino disparou dois tiros de uma espingarda a partir da janela de uma casa na Unter den Linden. Guilherme foi gravemente ferido e foi levado às pressas de volta ao seu palácio. Nobiling atirou em si mesmo em uma tentativa de cometer suicídio. Enquanto Guilherme sobreviveu o ataque, o assassino morreu de seu ferimento auto-infligido três meses depois.

### Quarta tentativa
Na inauguração do monumento Niederwalddenkmal em Rüdesheim em 18 de setembro de 1883, foi preparado pelo anarquista August Reinsdorf um último atentado com dinamite contra a vida do soberano alemão. Por causa do tempo chuvoso, o dispositivo não funcionou.

## Últimos anos e morte

### Assinatura do último tratado internacional
Em agosto de 1878, o soberano russo, o czar Alexandre II, sobrinho de Guilherme, escreveu uma carta (conhecida como Ohrfeigenbrief) para ele reclamando do tratamento dos interesses russos que haviam recebido no Congresso de Berlim. Em resposta, Guilherme, o príncipe herdeiro Frederico Guilherme e sua esposa Augusta viajaram para a Rússia (contra o conselho do chanceler Bismarck), para fazer as pazes face-a-face. No entanto, por mais uma vez ameaçando sair do governo no qual era chanceler Otto von Bismarck venceu a oposição de Guilherme, para uma aliança mais próxima com o Império Austro-Húngaro. Em outubro, Guilherme concordou com a Zweibund entre a Alemanha e a Áustria-Hungria, que foi dirigida contra o Império Russo.

### Morte
Apesar das tentativas de regicídio e do papel impopular de Guilherme na revolução de 1848, ele e sua esposa eram muito populares e queridos, especialmente em seus últimos anos de trono. Muitas pessoas consideraram-nos a personificação da "velha Prússia" e gostavam de seu estilo de vida austero e simples, sem nunca cansarem de seus papéis e também sem jamais deixarem de serem "Suas Majestades".
Manteve-se no trono imperial alemão até à sua morte, no dia 9 de março de 1888, após uma curta doença que conseguiu ser mais forte que a resistência do velho kaiser alemão.

## Legado
Guilherme deixou o império como uma potência crescente, mesmo sem grandes domínios coloniais, conseguiu já na sua morte fazer com que a Alemanha fosse respeitada internacionalmente como uma nação militar, científica, cultural, econômica, e politicamente próspera.
Seus sucessores aumentaram ainda mais o poder da nação alemã, tornando a Alemanha até instantes antes da Primeira Guerra Mundial, a maior potência da Europa continental, e uma das maiores do mundo.

## Títulos brasões

### Títulos e estilos
- 22 de março de 1797 - 2 de janeiro de 1861: Sua Alteza Real o Príncipe da Prússia
- 2 de janeiro de 1861 - 18 janeiro de 1871: Sua Majestade o Rei da Prússia
- 18 de janeiro de 1871 - 9 de março de 1888: Sua Majestade Imperial e Real O Imperador alemão, Rei da Prússia

Como imperador, seu título completo era: "Imperador alemão, Rei da Prússia, Marquês de Brandemburgo, Burgrave de Nuremberga e Conde de Hohenzollern, Soberano e Duque Superior da Silésia e do Condado de Glatz, Grão-Duque do Baixo Reno e da Posnânia, Duque da Saxônia, Vestfália e Engern, da Pomerânia, Luneburgo, Holstein e Schleswig, de Magdeburgo, Bremen, Clève, Jülich e Berg, Wenden e Kaschuben, de Krossen, Lauenburgo e Mecklemburgo, conde de Hesse e da Turíngia, Marquês de Lusácia Superior e Inferior, Príncipe-Herdeiro de Orange, Príncipe de Rügen, Frísia Oriental, Padernborn e Pyrmont, Halberstadt, Münster, Minden, Osnabruque, Hildesheim, Verden, Kammin, Fulda, Nassau e Mörs, Conde de Heneberga, Conde de Marca e de Ravensberga, Hohenstein, Tecklenburg e Linden, de Mansfeld, Sigmarigen e Veringen, Senhor de Frankfurt".

### Brasões

Monograma de Guilherme
Brasão da Confederação da Alemanha do Norte
Brasão primário do Império Alemão
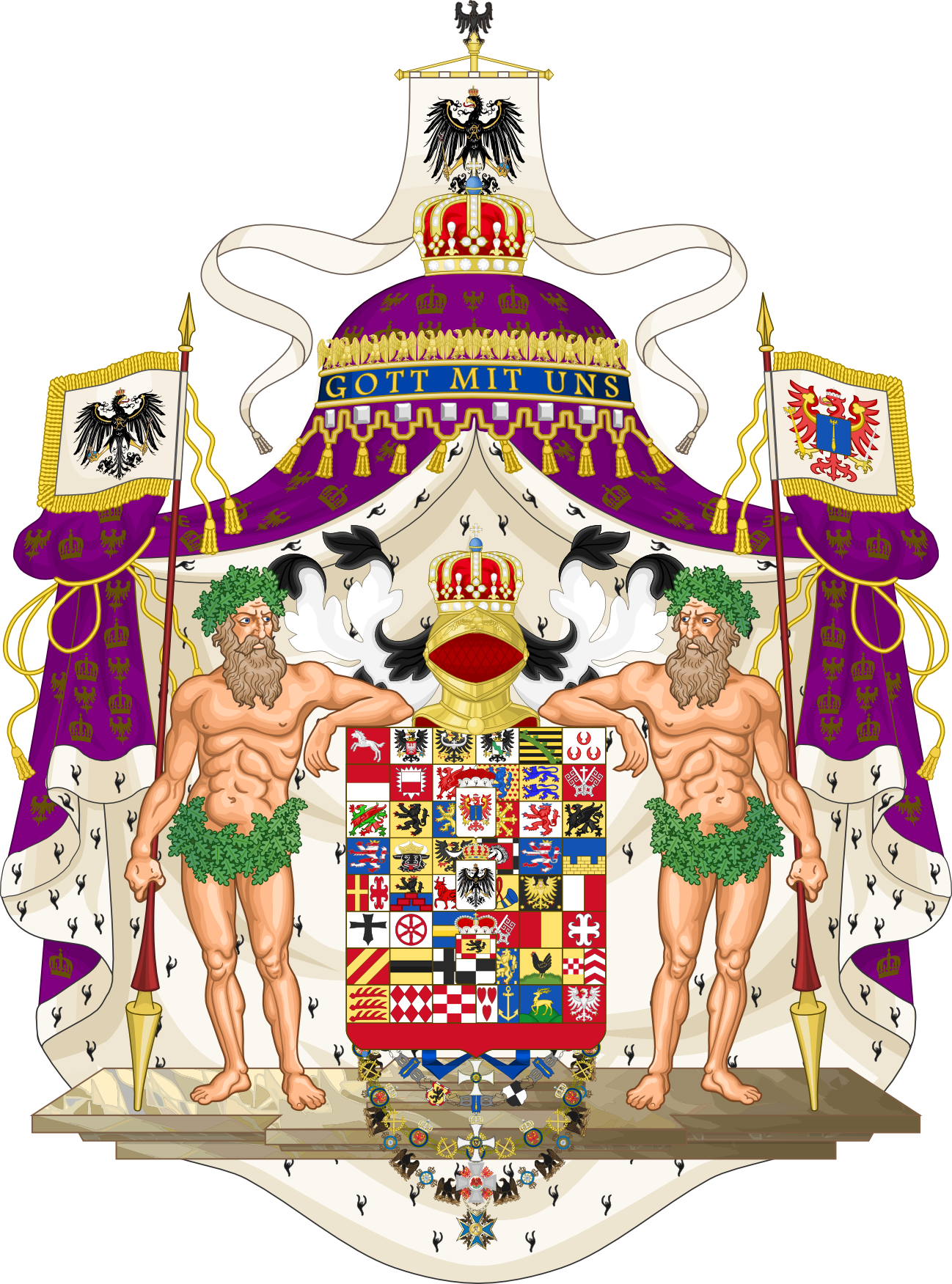
Brasão do Reino da Prússia

## Casamento e descendência
Em 11 de junho de 1829, Guilherme casou-se com Augusta, princesa de Saxe-Weimar. Augusta engravidou ao todo quatro vezes, tendo apenas as duas primeiras vezes filhos, sofrendo dois abortos consecutivos em 1842 e 1843.